# Бураковский, Сергей Захарович
Сергей Захарович Бураковский (1848—1898) — русский педагог, литературовед.

## Биография
Родился в 1848 году.
В 1868 году окончил историко-филологический факультет Санкт-Петербургского университета. Был преподавателем словесности Новгородской гимназии, а также преподавателем и инспектором Новгородского реального училища.
Скончался в 1898 году.